# Gerard Blaize

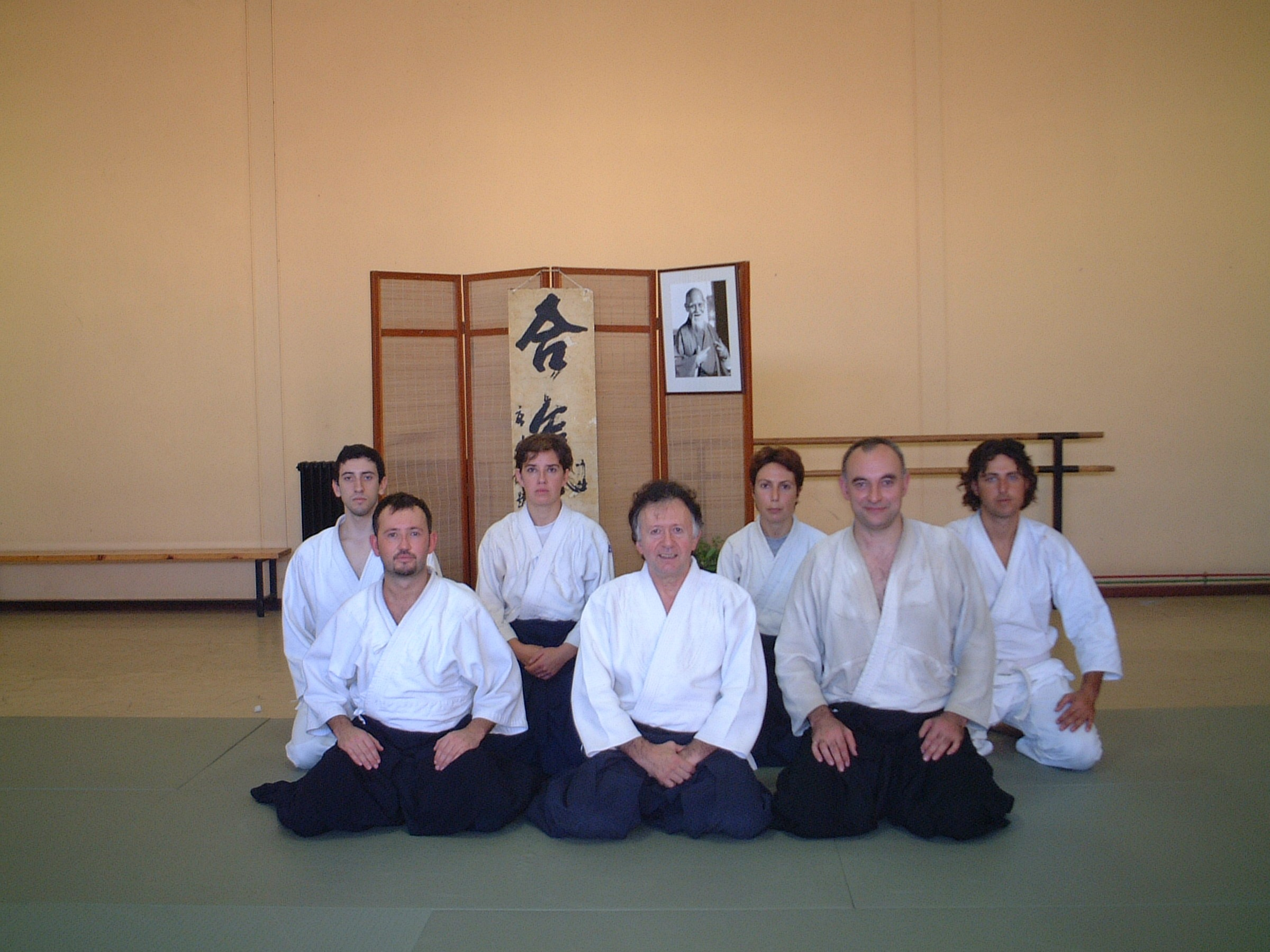
Blaize (centro) junto a unos alumnos.

Gerard Blaize es un profesor francés de Aikidō, Jōdō, y Bōjutsu.

## Biografía
Nació en Toulouse (Francia) el 17 de agosto de 1946 y su primer contacto con las artes marciales fue a través de Pierre Brousse, su primer professor de Judo y Aikidō.
Vivió durante cinco años y medio en Japón, practicando principalmente en el Aikikai de Tokio, donde sus profesores fueron el 2.º Doshu Kishomaru Ueshiba y Seigo Yamaguchi. En 1975 conoció a Hikitsuchi Michio, siguiendo desde entonces su enseñanza, tanto en Aikidō com en bōjutsu. Durante estos años también estudió jōdō con Shigenobu Matsumura.
El 26 de abril de 1995, a petición de su profesor Hikitsuchi Michio, el Doshu Kishomaru Ueshiba le otorgó el 7.º Dan de Aikido.
Vive y da clases en París (Francia), y viaja impartiendo cursos por Europa y América, donde hay muchos alumnos que siguen sus enseñanzas.
Fue por primera vez a Baleares en 1989 y desde entonces ha dado cursos periódicamente en Palma, Calviá, Santa Eulalia del Río y San Antonio Abad.
También ha visitado Barcelona para realizar exámenes de jōdō.
En el ámbito internacional imparte su enseñanza en diversos países de Europa , Asia y América.
El 12 de enero de 2025 recibió de manos del Doshu Moriteru Ueshiba el 8.º Dan

## Grados
- 8.º Dan de Aikidō Aikikai
- 7.º Dan de Jōdō, Shindo Muso Ryu Jo Jutsu
- 5.º Dan de Bōjutsu, Masakatsu Bo Jutsu